# Łuskacz
Łuskacz (Notacanthus chemnitzii) – gatunek morskiej, głębokowodnej ryby łuskaczokształtnej z rodziny łuskaczowatych (Notacanthidae). Ma niewielkie znaczenie gospodarcze.
Gatunek kosmopolityczny, spotykany w większości wód oceanicznych, poza strefą tropikalną. Przebywa na głębokościach 125–3285 m, zwykle 125–1000 m.
Ciało łuskacza jest silnie wydłużone, głębokie i bocznie ścieśnione. Kształtem przypomina węgorza. Jest pokryte cienką, bardzo łatwo odpadającą łuską. Płetwa grzbietowa jest złożona z pojedynczych, osobno osadzonych kolców, których liczba jest zależna od populacji. Młode osobniki tego gatunku mają ubarwienie blado beżowe lub niebieskawo szare, większe okazy są ciemnobrązowe.
Łuskacz jest często mylony z pokrewnym Notacanthus abbotti, stąd spotykane w literaturze znaczne różnice w opisie cech morfologicznych. Wyniki porównania obydwu gatunków przedstawili Mundy i inni w 2011 roku.
Opis płetw: D VIII–XII/1–2, A X–XVII/115–127, P III–IV, 6–7.
Liczba wyrostków filtracyjnych: 3 + 11–12.
Liczba kręgów: 225–234.
Łuskacze osiągają przeciętnie 20–30 cm, maksymalnie 120 cm długości całkowitej.
Biologia gatunku pozostaje słabo poznana. Jest spotykany sporadycznie w przyłowie dennym, co sugeruje samotniczy tryb życia. Żywi się ukwiałami.